# Občina Kočevje
Občina Kočevje (slovinsky Občina Kočevje, německy Gemeinde Gottschee) je jedna ze slovinských občin. Správním centrem je Kočevje.

## Sídla
- Borovec pri Kočevski Reki
- Breg pri Kočevju
- Brezovica pri Predgradu
- Bukova Gora
- Cvišlerji
- Čeplje
- Črni Potok pri Kočevju
- Dol
- Dolga vas
- Dolnja Briga
- Dolnje Ložine
- Gorenje
- Gornja Briga
- Gornje Ložine
- Gotenica
- Griček pri Željnah
- Hreljin
- Hrib pri Koprivniku
- Jelenja vas
- Kačji Potok
- Kleč
- Klinja vas
- Knežja Lipa
- Koblarji
- Kočarji
- Koče
- Kočevje
- Kočevska Reka
- Komolec
- Konca vas
- Koprivnik
- Kralji
- Kuhlarji
- Laze pri Oneku
- Laze pri Predgradu
- Livold
- Mačkovec
- Mahovnik
- Mala Gora
- Mlaka pri Kočevju
- Mlaka pri Kočevski Reki
- Mokri Potok
- Morava
- Mozelj
- Mrtvice
- Muha vas
- Nemška Loka
- Nove Ložine
- Novi Lazi
- Ograja
- Onek
- Paka pri Predgradu
- Podjetniško naselje Kočevje
- Podlesje
- Podstene
- Polom
- Predgrad
- Preža
- Primoži
- Pugled pri Starem Logu
- Rajhenav
- Rajndol
- Rogati Hrib
- Sadni Hrib
- Seč
- Slovenska vas
- Smuka
- Spodnja Bilpa
- Spodnji Log
- Stara Cerkev
- Stari Breg
- Stari Log
- Staro Brezje
- Suhi Potok
- Svetli Potok
- Šalka vas
- Škrilj
- Štalcerji
- Topla Reber
- Trnovec
- Vimolj pri Predgradu
- Vrbovec
- Vrt
- Zajčje Polje
- Zdihovo
- Željne